# Nyåker
Nyåker is een plaats in de gemeente Nordmaling in het landschap Ångermanland en de provincie Västerbottens län in Zweden. De plaats heeft 117 inwoners (2005) en een oppervlakte van 41 hectare. De plaats is bekend vanwege de pepparkaka, die in de plaats worden geproduceerd. De plaats is ontstaan door nieuwbouw in 1804.

## Geboren
- Sune Jonsson (1930), fotograaf en schrijver